# Ошский уезд
Ошский уезд — административно-территориальная единица Ферганской области Туркестанского генерал-губернаторства. Административный центр — город Ош.

## История
Ошский уезд был образован в 1876 году после присоединении к Российской империи Кокандского ханства и создания Ферганской области.
Ошский уезд с одноименным городским центром в составе Ферганской области был образован приказом Туркестанского генерал-губернатора от 6 февраля 1876 г.
Ошский уезд, с центром в городе Ош имел 25 253 версты с населением 59 760 человек, из них в самом городе Ош в 1881 г. проживало всего 3 950 человек обоего пола с 1049 дворами, то в 1912 г. уже свыше 45 тыс., а также около 900 русских. Рост и количество населения Ошского уезда и города Ош хорошо прослеживаются по данным администрации Ферганской области, к 1897 году в Ошском уезде проживало 161 640 человек, в том числе в городе Ош 34 157 чел. К 1 январю 1910 года в Ошском уезде проживало 193 382 чел. На долю Ошского уезда приходилось 6 волостей и 50 аксакальств.
Административное управление городом было возложено на начальника уезда, офицера русской армии. Городом Ош и одноименным уездом управляли офицеры, назначенные военным губернатором Ферганской области — уездные начальники.
Начальник Ошского уезда одновременно выполнял следующие функции: городской головы, исправника, полицмейстера, земского начальника, городской управы, председателя поземельно податного присутствия, больничного комитета, уездного и городского комитета общественного здравия, ежемесячной ревизии казначейства, председательствующего директора тюремного отделения и другие.
К 1912 г. правительственные учреждения города стали довольно разветвленными, разнообразными и структурно четко разделенными. Это уездный начальник и его помощник, которые одновременно возглавляли и город Ош, офицеры русской армии (соответственно полковник и подполковник), уездные врачи и землемер, городской архитектор, участковый и полицейский приставы, начальник тюрьмы, мировые судьи и др. Постепенно в Оше стали прибывать разные специальности и чиновники — Топорнин С. А. — командир 10-го Туркестанского стрелкового батальона (Ошского гарнизона русских войск), Попов И. И. — уездный землемер, Томашевский Г. Р. — инженер строительного управления, Кондратьев Н. Н.- первый начальник Ошского лазарета, Глушков П. Я.- уездный ветврач, Орлов В. Ф. — заведующий русско-туземной школой, Яссинский Е. И.- старший медицинский фельдшер, Приходько Б. Ф. — лесообъездчик Ошского лесничества, Ларионов П. — помощник начальника Ошского уезда. Кандидатами и депутатами городской управы в разное время были — Романенко А. Ф., Артемьев И, Олифин Л. И., Попов А. Г., Гречкин Н. А. и многие другие. За порядком в городе следили полицейские — Чикунов А. И., Муштин А. Н., Шпилевский А., Грехов Н., Марков В., Рыбальченко Ф. Г. и другие.
Отсюда начинались многие научные экспедиции по исследованию Средней Азии и территорий Памира знаменитых потом российских ученых: Федченко А. П. (1871), Ошанина В. Ф. (1876—1878), Мушкетова И. В. (1874—1877), Северцова Н. А. (1865—1867, 1877—1878), Иванова Д. А., Грумм-Гржимайло (1884—1887), Громбчевского Б. Л. (1889—1892), Костенко Л. Ф. (1876—1878), Зайцева В. Н., Корженевского Н. Л. (1903—1928), и многих других. Городским хозяйством заведуют уездный начальник при участии депутатов от города. Городских доходов 30 800 руб.
Кроме царской администрации, также действовала туземная администрация, состоящая из местных представителей.

## География
Ошский уезд был самым крупным уездом Ферганской области и занимал её южную часть. На западе граничил с Бухарским эмиратом, на востоке с Китаем. На юге — с землями, расположенными в верховьях Пянджа и находящимися в сфере афганско-английского влияния.
Уезд располагался на территории Памиро-Алайской горной системы.

## Административное деление
При образовании в 1876 году уезд был разделён на три волости:
- Гульчинская;
- Ак-Буринская;
- Ноокатская.

В 1881 году в уезде было 6 волостей.
В 1903 году в уезде было 11 волостей:
- Алайская (кочевая);
- Ак-Буринская;
- Булакбашинская;
- Гульчинская (кочевая);
- Кашгар-Кишлакская;
- Капчигайская (кочевая);
- Куршабская;
- Манакская;
- Ноокатская;
- Ошская;
- Турукская.

## Герб города Ош
Герб города Ош был высочайше утвержден 22 октября 1908 года —
«В червленом щите серебряная вершина горы, сопровождаемая сверху золотым полумесяцем рогами вверх. В нижней оконечности щита две золотые воловьи головы с червлеными глазами. В вольной части щита герб Ферганской области. Щит украшен серебряною башенною короною о трёх зубцах и окружён двумя виноградными лозами, соединёнными Александровской лентою».
Силуэт горы Сулайман-Тоо занимает центральное место и в современном гербе Оша. Над силуэтом горы изображено золотое солнце с исходящими от него лучами, вся композиция окружена синим кыргызским орнаментом с надписью «ОШ» в нижней части.

## Население
Для нас весьма важным представляется и данные о населении города Ош в предвоенные годы, т.е. к 1910 г. "В настоящее время город состоит из двух частей: русской и туземной, азиатской. Русская часть расположена несколько выше по течению р. Ак-Буры (примерно, выше района нынешней областной государственной администрации, православной церкви, парка имени Токтогула и Дом отдыха - авт.). Население составляет 44 204 душ обоего пола (23 170 мужского, 21 034 женского): узбеков – 38 646, киргиз – 2 031, кашгарцев – 500, каракалпаков – 1 606, дунган – 126, татар – 45, кара-киргиз – 8, таджиков – 198, персов – 5, индусов – 3, цыган – 12, армян – 20, афганцев – 5, евреев – 33, других национальностей – 51. Домов – 6 254 (100 в русской части, 6 154 в туземной части). Церковь православная – Михаило-Архангельская. Мечетей – 154, мазаров – 7, приходское училище для детей обоего пола, мактабов мужских – 20, женских – 12, медресе – 5, кархана – 8, городская больница на 15 кроватей, местный военный лазарет, военное собрание при 10-м Туркестанском батальоне. Городским хозяйством заведуют уездный начальник при участии депутатов от города. Городских доходов 30 800 руб. Также есть торговые фирмы и торгово-промышленные предприятия: бакалея Д.Л. Филатова и Н.Я. Пугасова; ковры – А. Рахматуллаева, А.Вахабова, М. Мадозимова, Х. Ходжиева; мануфактура Д. Щукина, С. Вадьяева, Ш.Х. Абрасума; сырье, скот – М. Салибаева, С. Абдрасулова". В начале XX в. русский предприниматель Д.И. Павлов построил и владел гостиницей "Москва" и тремя ресторанами, которые стали своеобразной достопримечательностью города Ош.

## Экономика
Земледелие было развито лишь в северо-западной части уезда. Основными возделываемыми культурами являлись озимая и яровая пшеница, ячмень, просо, дурра, рис и хлопчатник. Число мелкокустарных предприятий и ремесленных мастерских по обработке кожи, дерева, металла и особенно по переработке сельхозпродукции возросло (только рисорушек и маслобоек туземного типа было 850). Но характер производства и ручного труда почти не изменился и численность наёмных рабочих промышленных предприятий (в основном мелких) долгое время не менялась. В 1908 году в Оше функционировало 441 промышленное заведение, количество рабочих — 616.
В Оше начала зарождаться энергетика. В 1913 году в районе Нового города на арыке Яккалик была построена небольшая ГЭС, на которой были установлены гидротурбина типа «Френсис» (240 л.с.) и генератор постоянного тока (55 кВт). Электроэнергия поступала на мельницу и освещала дома русских богачей.
В 1914-1916 годы фирмой «Шимонек» и инженером Лебедовым было проведено исследование реки Ак-Бууры и составлен проект второй ГЭС мощностью 4500 л.с. Вторая ГЭС была построена в Старом городе и давала свет в дома и магазины старогородских богатеев.
Русский офицер Н. Л. Корженевский из подручных средств изготовил небольшую динамо-машину для освещения своей квартиры и квартир своих знакомых, занимался физическими опытами и усовершенствованиями использовавшихся тогда для освещения улиц газолильных (селеновых) фонарей. В 1902 году он при поддержке своего военного командования разработал и смонтировал две гелиотелеграфные станции для двусторонней связи Оша с Джалал-Абадом. На Джалал-Абадских минеральных источниках лечилось много военных и поэтому надежная связь с уездным городом Ош была весьма необходима.
В 1914 году в Оше действовали-пивзавод, 2 вальцовые мельницы, 2 кишечно-очистительных, 2 кожевенных, 2 хлопкоочистительных завода. Одно из отделений «Зингер» вело через своих агентов выгодную распродажу швейных машин среди горожан и жителей Ошского уезда. В Оше ведущее положение по закупкам шерсти и другого животноводческого сырья занимала немецкая фирма Г. В. Дюршмидта, фирма «Стукен и Ко», заготовкой и вывозом за границу орехового сырья из южно-киргизских лесов велась одной из французских компаний. Сырьевая база шелкомотальной промышленности (завод и продаже грены дыйканам, закупка и вывоз сырых коконов шелкопряда) находилась в руках итальянских и французских капиталистов (фирмы «Бауэр», «Братья Коломбини» и др.).
Целый ряд российских фирм «Большая Ярославская мануфактура», «Братья Шлоссберг» и другие монополизировали в Оше скупку хлопка; его первичную обработку и вывоз для текстильных фабрик в России.
Первым военно-лечебным учреждением стал Ошский госпиталь. Для местного населения функционировала туземная больница, потом была построена городская больница для всего населения. Велась большая санитарно-профилактическая работа, борьба с оспой и проказой. Организована ветслужба, метеостанция.
Кинотеатр принадлежал Апостолову А. К. Электрификацию и телефонизацию города начинал Дряхлов Т. Г., владелец пивзавода, который выпускал «Пильзенское пиво» был Монета А. Ю., владелица мельницы на Ак-Бууре — Сукоркина С. М. , строитель и владелец кишечно-очистного заведения Шустов И. Д. и многие другие.
Промышленность имела кустарный характер.
Основным занятием киргизов являлось кочевое скотоводство.

## Торговля в Ошском уезде
На крупнейшем в крае, Ошском базаре в начале века имелось уже 1300 торговых помещений. Действовали торговые фирмы и торгово-промышленные предприятия: Торговыми заведениями в Оше занимались Давыдовы, Епифановы, Прядко, бакалея Д. Л. Филатова и Н. Я. Пугасова; ковры — Р.М. Мадазимова, А. Рахматуллаева, А. Вахабова, Х. Ходжиева; мануфактура Д. Щукина, С. Вадьяева, Ш. Х. Абрасума; сырьё, скот — М. Салибаева, С. Абдрасулова (ЦГА РУз. -Ф. И. 19. Оп.1. Д.2504. Л.13-27; Д.17054. Л.2-3; ООГАПД. -Ф.50. Оп.1. Д.41. Л.4; Д.71. Л.7,7 обр.). первую гостиницу открыл Таранин П. М. В начале XX в. русский предприниматель Д. И. Павлов построил и владел гостиницей «Москва» и тремя ресторанами.

### Система народного образования, русско-туземная и джадидские школы в Ошском уезде
Старшие аксакалы и тысячники города Ош мулла Султан и его брат мулла Кудрат Таирбаевы были инициаторами открытия русско-туземной школы в городе Ош. При этом они же предоставляли денежные средства на расходы по открытию русско-туземной школы. Уездные власти Оша считали, что «готовность населения добровольно жертвовать денежные средства на содержание школ дают основание предполагать, что туземное население само пришло к сознанию необходимости изучения молодым поколением русской грамоты и предвидит всю ту пользу, которую извлечет молодёжь из знаний приобретенных в школах».
Русско-туземные школы — это школы начального образования, открытые русской администрацией Туркестанского края для обучения детей местного населения в XIX веке. Эти школы являлись первыми школами европейского типа, в которых получали светское образование представители местного населения в Туркестане. Целью этих школ являлось обучение детей местного населения русскому языку и приобщение к ценностям европейской и русской культуры, имея в виду подготовку из них в последующем чиновников низового звена администрации края. Обучение русскому языку в этих школах начиналось с первого года обучения.
15 января 1887 года старшие аксакалы и тысячники города Ош Султан и Кудрат Таирбаевы при помощи начальника Ошского уезда М. Е. Ионова и Туркестанских властей в старой части города Ош открыли русско-туземную школу. В школе тогда работали: заведующий В. Ф. Орлов, две учительницы, в дальнейшем учитель мусульманской грамоты Б. С. Султанов и один служитель. Данная школа давала лишь первоначальные навыки русско-мусульманской грамоты, которые были необходимы для низших служащих уезда и волостей. А в 1915 г. местное русско-туземное училище увеличивает свои классы и количество учителей. Если раньше это было одно классное помещение, то с января месяца, генерал-губернатор Туркестанского края разрешил дополнить училище вторым классом и комплектом на 1 учителя — Журахона Зайнобиддинова. Тогда же уездное управление выделило для расширения здания училища 740 руб. 39 коп. В дальнейшем эта школа была переименована именем 25-го Октября.
На базе Ошской русско-туземной школы (в дальнейшем — школа имени 25-го Октября) мулла Рахмонберди Мадазимов и Балтыходжа Султанов организовали библиотеку — первую до революции на Юге Кыргызстана. Книги для библиотеки они покупали за счёт собственных средств.
Лидерами и идеологами джадидизма на юге Киргизии были мулла Рахмонберди Мадазимов, Балтыходжа Султанов и путешественник и революционер Фазылбек Касымбеков. В начале 20-го века Рахмонберди Мадазимов, Балтыходжа Султанов и Фазылбек Касымбеков открыли джадидскую школу в Оше, где обучалось более 60 детей, а в школе Кара-Суу – 20 детей.

### Культура и искусство в Ошском уезде
В 1914 году под руководством муллы Рахмонберди Мадазимова вместе с учителями русско-туземной школы города Ош Балтыходжой Султановым был основан театральный кружок.
В 1918 году под руководством муллы Рахмонберди Мадазимова вместе с другими просвещёнными деятелями и учителями Ошского уезда Бекназаром Назаровым, Иброхимом Мусабоевым, Журахоном Зайнобиддиновым, Назирхоном Камоловым, Абдурашидом Эшонхоновым, А.Саидовым впервые на Юге Кыргызстана был основан самодеятельный театральный кружок на базе концертной бригады при Реввоенсовете Туркестанского фронта из местных мусульманских актёров. Первый директор, художественный руководитель и главный режиссёр театральной труппы Рахмонберди Мадазимов был первым основателем и организатором театрального движения в Центральной Азии и Кыргызстана. В 1919 году кружок сформировался в драматическую труппу. Эта труппа послужила не только развитию театрального искусства, но и развитию профессионального музыкального искусства на юге Киргизии. Так как в репертуаре труппы, кроме театральных постановок ставились многочисленные концертные программы, также осуществлялась обработка народных мелодий для музыкального сопровождения спектаклей, что стало особым этапом на пути становления музыкантов-профессионалов. В дальнейшем эта труппа стала основой для создания Ошского Государственного академического узбекского музыкально-драматического театра имени Бабура. Академический узбекский театр в городе Ош является старейшим театром в Кыргызстане и вторым старейшим профессиональным театром в Центральной Азии, после Национального академического драматического театра имени Хамзы в городе Ташкент (основанного в 1913 — 27 февраля 1914 годах). Театральная труппа побывала во всех районах Ошского уезда, где ставила спектакли и боролась оружием искусства и культуры с невежеством. Ставили спектакли во всех районах Ошского уезда.

## Ошский уезд в период Советской власти (1918-1924 годы)

### Установление Советской власти в Ошском уезде
В конце мая 1917 года в г. Ош сформировалась легальная группа РСДРП. В неё входили А.Г. Аношин (председатель), Б.С. Султанов (заместитель председателя), К. Кабулджанов, М. Сарымсаков. До августа 1918 года парторганизация большевиков Оша насчитывало лишь 26 человек.
Важное значение в установлении Советской власти в Ошском уезде имела победа Советов в Ташкенте и областных центрах Туркестанского края. 21 августа 1917 года был избран Ошский Совет мусульманских рабочих и чайрикерских депутатов. После 6-го съезда Советов Ферганской области (6-7 декабря 1917 года) власть в уездах стала переходить к Советам и было объявлено о переходе власти в г. Ош к Совету. Ошский Совет мусульманских и чайрикерских депутатов ввёл в уездный Совет своих трёх представителей с правом решающего голоса: Б.С. Султанов, У. Косимхонова, Ю. Алиева. Решением этого Совета они были признаны депутатами от коренного населения. 17 января 1918 года осуществляется переизбрание и произошла большевизация Ошского уездного Совета и он стал в уезде органом диктатуры пролетариата. Во главе Ошского уездного Совета стояли А.Г. Аношин (первый председатель большевистской организации в Оше) и его заместители Балтыходжа Султанов, Юсуф Алиев. Процесс советизации был закреплён 5-м краевым съездом Советом, провозгласившим 30 апреля 1918 года образование Туркестанской АССР, в состав которой вошёл и Юг Киргизии. В работе съезда участвовали делегаты-большевики Ошского уездного Совета А.Г. Аношин, Б.С. Султанов, Л.Н. Гречанинов. 5 декабря 1918 года Ошский уездный совет был преобразован в уездно-городской революционный комитет.

### Организация и руководство милиции Ошского уезда
В конце января 1918 года в Оше образовалась военная комиссия по организации уездно-городской народной милиции. 5 февраля 1918 года в канцелярии этой комиссии состоялось объединённое заседание общественных организаций Оша, посвященное созданию народной милиции и передаче конфискованного у населения оружия для её вооружения. Ошская партийная организация направила лучших своих представителей в организуемую народную милицию. Первым начальником милиции города Ош был избран большевик Балтыходжа Султанов. В создании Ошской уездной милиции активное участие принял также брат Балтыходжи Султанова — Насрулла Султанов (один из первых милиционеров Оша), который был отцом Мухтара Насруллаевича Султанова, первого заместителя министра МВД Узбекистана. В период упрочнения Советской власти милиция являлась органом диктатуры пролетариата, и не только стояла на защите завоеваний революции, выполняя функции Красной армии до её создания, но и проводила агитационно-массовую и политико-воспитательную работу. Сотрудники милиции распространяли газеты среди сельских и волостных ревкомов и мусульманского населения. В годы гражданской войны и борьбы с басмачеством стали создаваться отряды самообороны и добровольческие отряды, выполнявшие функции милиции.
В период становления Ошская окружная милиция была укомплектована сотрудниками милиции лишь на 75 %, из них 80 % были неграмотными, не было средств передвижения, криминалистической техники, милиционеры были вооружены трофейными винтовками японского производства времён русско-японской войны (ЦГА КР. Ф.1428.оп.1.д.23.л.23). Штат отдела уголовного розыска Ошского уезда (как и милиции в целом) был малочисленным. Так, в ОУР Ошского уезда к 1 января 1920 года был 21 сотрудник. В 1925 году начальником милиции Ошского округа был Т. Машрапов.

### Организация и руководствоЧКОшского уезда
20 декабря 1917 года была создана Всероссийская чрезвычайная комиссия по борьбе с контрреволюцией и саботажем при Совете народных комиссаров РСФСР (ВЧК при СНК РСФСР) — специальный орган безопасности Советского государства.
В 1918 году на территории современного Кыргызстана установилась Советcкая власть. В октябре того же года было принято решение о создании специального подразделения, которое должно было защищать завоевания революции. И 20 декабря 1918 года была образована Ошская уездная следственная комиссия по борьбе с контрреволюцией, контрабандой и спекуляцией. Позже на эту комиссию возложили функции борьбы с басмачеством. Этот орган стал прародителем кыргызских спецслужб.
В начале 1919 года первым начальником ЧК (следственной комиссии) Ошского уезда стал большевик Балтыходжа Султанов. Балтыходжа Султанов является организатором и первым начальником ЧК Ошского уезда и основателем ГКНБ Кыргызстана.

### Борьба сбасмачеством
В июне 1918 года под руководством большевистской партийной организации А.Г. Аношина и Б.С. Султанова в Оше был создан отряд Красной Гвардии из 70 добровольцев, позднее в июле 1919 года в отряд входило уже 160 человек. Отряд поддерживал порядок обеспечивал население в проблемных районах хлебом и продуктами питания.
В июле 1918 года банды басмачей предприняли попытку захватить Ош. Однако 70 добровольцев 1-го Ферганского полка, охранявших город, при поддержке населения сумели продержаться до прихода воинской части из Андижана и защитить город. Особую опасность представляло соединение, басмаческих банд курбаши Мадаминбека и главаря кулацко-крестьянской армии К. И. Монстрова, которые стремились свергнуть Советскую власть в Ферганской области. 8 сентября 1919 года, после полуторасуточных боёв бандами Мадаминбека и К. И. Монстрова значительно превосходящим в численном отношении красноармейские части, удалось захватить город Ош и Джалал-Абад и начать наступление на Андижан, где располагался штаб войск Ош-Андижанского участка.
За голову начальника ЧК Б. Султанова курбаши Халходжа обещал большое вознаграждение. В сентябре 1919 года басмачи напали на Ош. В 1919 году Б. Султанов зверски погиб от рук басмачей. Его живьём завязали на зад коня и раненное, окровавленное и растерзанное тело пустили вскачь по улицам города. Так трагически погиб первый начальник милиции Оша и первый начальник ЧК Ошского уезда. 26 сентября 1919 года город Ош был освобождён. Его младший брат Насрулла продолжил дело Б. Султанова. В 1919 году он был назначен начальником милиции Оша, а затем Сулюкты, Узгена и Базар-Коргона. Сын Насруллы Мухтар Насруллаевич Султанов впоследствии работал первым заместителем министра МВД Узбекистана.
26 сентября 1919 года Красная Армия освободила город Ош, а 30 сентября — Джалал-Абад.
Первый начальник милиции Оша и первый начальник ЧК Ошского уезда Б. Султанов первым был похоронен на братской могиле павших в борьбе за советскую власть в Оше. Которая расположена в центральном городском сквере г. Ош, возле дома культуры (ныне русская православная церковь). Под плитой мемориального комплекса «Вечный огонь» похоронены в братской могиле бойцы Красной армии, погибшие в период с 1919 по 1926 годы, это: Балтыходжа Султанов, Фазилходжа Касымбеков, Балтихан Бабажанов, Отабек Тиллабаев, Кузибай Ахмедов, Ахмаджон Юсупджанов, Валерий Бессонов, Пётр Павленко, Леонтий Лавода, Александр Пономаренко. Число захороненных составляет около 100 человек. На братской могиле установлены стилобаты с мемориальными досками. В 1974 году открыт памятник, представляющий собой стелу из серого мрамора, в которой пробита сквозная асимметричная звезда. Перед ней на плите из чёрного мрамора зажжён Вечный огонь. На стеле отлиты из бронзы слова: «Вечная слава павшим в борьбе за Советскую власть».

### Система народного образования Ошского уезда в Советское время
Заместитель руководителя Ошского уезда Б. С. Султанов до революции работал учителем в русско-туземной школе, поэтому он уделял большое внимание народному образованию, развитию сети советских школ на юге Кыргызстана. Мулла Рахмонберди Мадазимов и Б. Султанов внесли большой вклад в развитие народного образования Ошской области. 20 мая 1918 года они принял активное участие в формировании в Оше совета народного образования. При их непосредственном участии в августе 1918 года был открыт первый детский сад на 95 человек, в Ошском уезде в 1918 году было открыто 13 школ, где обучалось 939 детей и подростков. Большой вклад в систему образования Ошского уезда внесли Рахмонберди Мадазимов и первый начальник отдела образования Ошского округа Журахон Зайнобиддинов, в честь него была названа одна из центральных улиц города Ош, которая в 2013 году была переименована.

## Ликвидация Ошского уезда
В октябре 1924 года был воплощён в жизнь план национально-территориального размежевания, предусматривавший выделение каждой национальной группе своей автономии. В результате размежевания ликвидирована Туркестанская АССР вместе с её административным делением.
В итоге на территории бывшего Ошского уезда был создан Ошский округ, который входил в состав Кара-Киргизской автономной области РСФСР.
Ошский кантон — административно-территориальная единица Киргизской АССР, существовавшая в 1926—1928 годах. В 1928 году был включён в состав Ошского округа. В кантон входили город Ош и 11 волостей:
По данным переписи на 1926 год население кантона — 264,8 тыс. чел. (из них киргизы 188,7 тыс., узбеки 56,7 тыс., русские 5,6 тыс., украинцы 4,6 тыс., кашгарцы 3,3 тыс., тюрки 3,1 тыс.)
Указом Президиума Верховного Совета СССР от 21 ноября 1939 года была образована Ошская область — административная единица Киргизии. Административный центр — город Ош.

## Начальники Ошского уезда (1876-1924 годы)[31]
В царское время Ошским уездом руководили:
- 1876-1888 годы — капитан Ионов, Михаил Ефремович впоследствии ставший генерал-майором русской армии (ООГАПД. -Ф. 50. Оп. 1. Д. 115-а. Л.25).
- 1889-1892 годы — подполковник А. Н. Дейбнер (ООГАПД. -Ф. 50. Оп. 1. Д. 34. Л.1; Д.113. Л.7,10).
- 1893-1895 годы — подполковник Громбчевский, Бронислав Людвигович впоследствии ставший генерал-майором русской армии (ЦГА РУз. -Ф. И. 19. Оп. 1. Д.24150. Л.1-2; Д.13587. Л.34-35; ООГАПД. -Ф. 50. Оп. 1. Д. 71. Л.3; Д.112. Л.21).
- 1895-март 1906 годы — полковник В. Н. Зайцев (ЦГА РУз. -Ф. И. 19. Оп. 1. Д. 25044.Л.13, 27; ООГАПД. -Ф. 50. Оп. 1. Д. 33. Л.5,17; Д.42. Л.1)
- март 1906-1915 годы — полковник А. А. Алексеев (ООГАПД. -Ф. 50. Оп. 1. Д. 4. Л. 7)
- 1916 год временно исполнял обязанности начальника уездного управления подполковник Н. Городвинский (там же. Д. 114-а. -Л.18).
- 1916-1917 годы — полковник В. В. Бржезицкий (ЦГА КР. Ф.2. Оп. 3. Д.8. Л.5).

Кроме царской администрации, также действовала туземная администрация.
- Старший аксакал тысячник города Ош мулла Султан Таирбаев (восточная часть города Ош, называлось улусом)[8]
- Старший аксакал тысячник города Ош мулла Кудрат Таирбаев[7] (западная часть города Ош)
- Городовой старшина города Ош мулла Насриддин. Затем ставший старшим аксакалом тысячником города Ош.
- Городовой старшина города Ош мулла Мамажан. Затем ставший старшим аксакалом тысячником города Ош.
- Городовой старшина города Ош мулла Гази (Гози). Затем ставший старшим аксакалом тысячником города Ош.

После Октябрьской революции Ошским уездом руководили большевики:
- 17 января 1918 года — Аношин Александр Григорьевич (1878—1958) председатель Ошского уездного Совета мусульманских рабочих и чайрикерских депутатов (первый председатель большевистской организации и военный комиссар в Оше), в честь которого в городе Ош была названа улица. Султанов, Балтыходжа Султанович (1884—1919) — заместитель председателя Ошского уездного Совета мусульманских рабочих и чайрикерских депутатов.
- март 1918 года — Аношин Александр Григорьевич председатель Ошского уездно-городского комитета РКП(б), военный комиссар Ошского уезда. Султанов, Балтыходжа Султанович — заместитель председателя Ошского уездно-городского комитета РКП(б).
- 5 декабря 1918 год-сентябрь 1919 года Аношин Александр Григорьевич председатель Ошского уездно-городского революционного комитета, Султанов, Балтыходжа Султанович — заместитель председателя Ошского уездно-городского революционного комитета.
- 27 сентября 1919-28 февраля 1920 года — Румянцев председатель, октябрь 1919-28 февраля 1920 года Косимбеков Санжар Фозилбекович заместитель председателя РКП(б) города Ош.
- 28 февраля 1920-апрель 1920 года — Юрков председатель
- апрель 1920-январь 1921 года — Косимбеков Санжар Фозилбекович (1902—1924) председатель Ошского уездно-городского комитета[32], в честь которого в городе Ош была названа улица[12]. Санжар Косимбеков видный партийный деятель и советский работник, активный участник борьбы с контрреволюцией и басмачеством. Организатор общества учеников в городе Ош. Занимался вопросами снабжения населения продуктами питания. Вел политико-воспитательную работу в отряде Красной Гвардии. Следователь Особого отдела Реввоенсовета Туркфронта. В 1924 году погиб (зверски замучен басмачами).
- январь 1921 — Мироновская К. ответственный секретарь
- 8 октября 1920-18 февраля 1921 года — Голубков Алексей Федорович (1889) ответственный секретарь УГЛ
- апрель 1921-30 июля 1921 года — Дубровин Андрей Григорьевич (1882), ответственный секретарь.
- ноябрь 1921-1922 год — Голубев М. ответственный секретарь.

- 1922-май 1923 года — Шлюшкин ответственный секретарь УГК.
- май 1923-август 1923 года — Махсумов Баходир Баховиддинович (1903) ответственный секретарь УГК
- сентябрь 1923-ноябрь 1923 года — Ванталь, ответственный секретарь
- сентябрь 1924-октябрь 1924 года — Медведев, ответственный секретарь
- 1920-1921 годы — Алифбоев Арслан (1897) председатель УГК
- 1922-сентябрь 1923 года — Салтанаев Дж. председатель УИК
- сентябрь 1923 год — 1924 года — Туракулов Кодир Туракулович (1900—1960) председатель Ошского уездно-городского революционного комитета (был младшим братом Тюрякулова Назира).